# Int13
int13 est une société éditrice de jeu vidéo pour Smartphone (iPhone, Windows Mobile, Symbian S60, Bada) et console portable Nintendo DSi. int13 est aussi connu pour sa technologie de réalité augmentée mobile. Ses principaux partenaires sont Samsung et Parrot pour le projet AR.Drone,

## Ludographie
- 2010 : Kweekies (vie artificielle et combat en ligne en réalité augmentée)
- 2011 : AR Defender (tower defense en réalité augmentée)
- 2012 : Shogun: Rise of the Renegade (shoot'em up) sur téléphone mobile, iOS et Android[4],[5]
- 2012 : AR Defender 2 (tower defense en réalité augmentée) sur iOS et Android, édité par Bulkypix[6]